# 青春永駐 (馬)
青春永駐，是日本現役純種競賽馬匹 ，目前主要勝場有2023年全日本兩歲優駿、2024年沙特打吡、阿聯酋打吡、日本泥地經典賽和東京大賞典以及2025年沙特盃。

## 出賽前
2021年2月24日出生於北海道安平町北部牧場，成長途中於拍賣會上被CyberAgent社長兼馬主藤田晉以1億780萬日圓購入。
其後交由栗東訓練中心練馬師矢作芳人訓練。

## 競賽生涯

### 2歲
2023年10月14日出戰京都競馬場2歲新馬戰，比賽途中一直保持於第四、五左右的位置於彎道時逐步發力，進入直路後一舉加速衝出，最終以4馬位優勢獲得首勝。

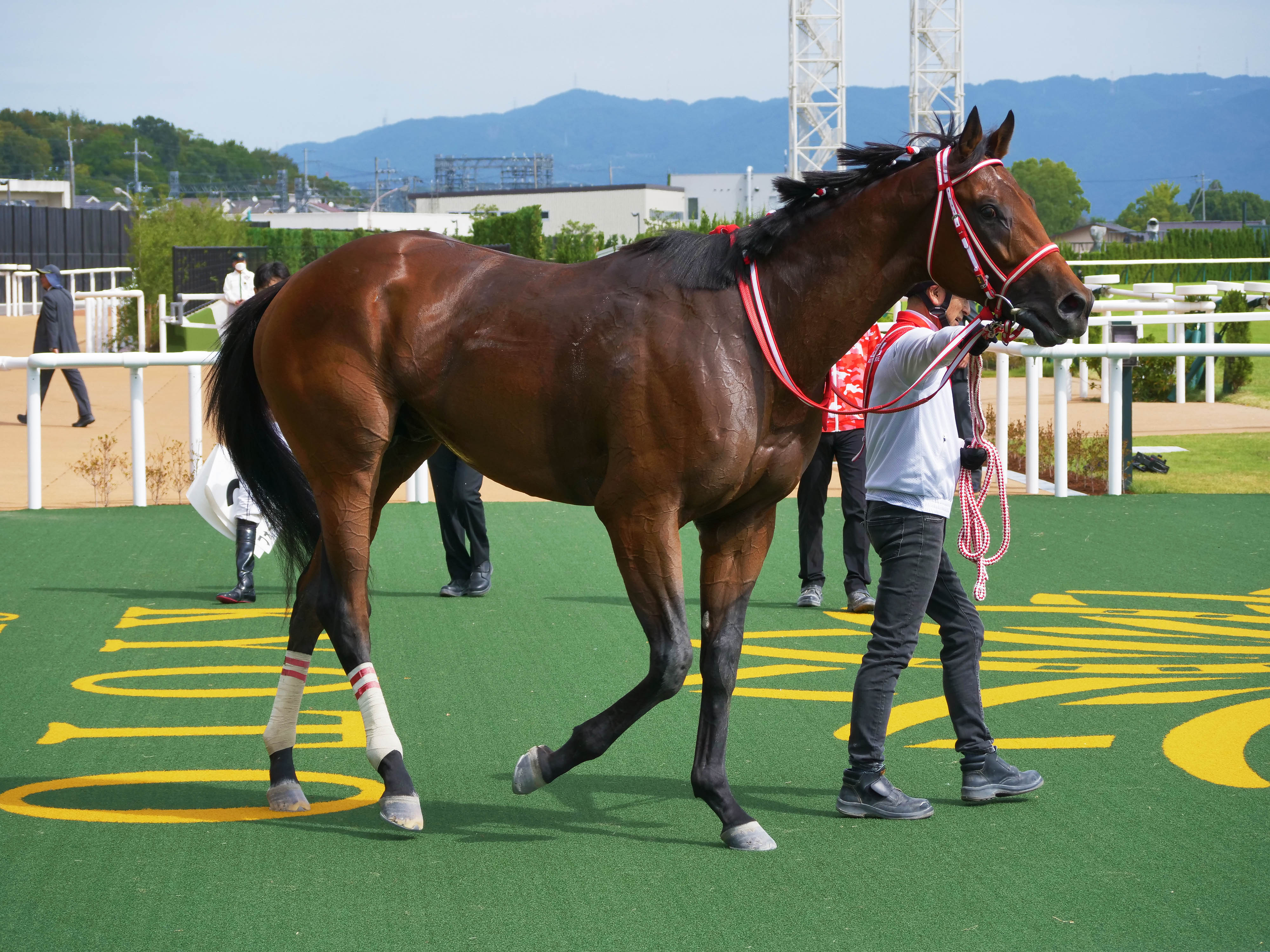
新馬戰後沙圈

2星期後出戰日本育馬場盃兩歲優駿，本次比賽其採用後上戰術下一直保持於尾二的位置，通過第三彎道時候逐步抽出準備加速，於第四彎道時經已爬升至第五左右的位置。進入直路後，其於所在位置展開加速並輕鬆超越一早衝出的旭日和國，最終保持優勢下拉開對手1 1/2馬位率先衝線，初出僅20日就成功奪得首個分級賽冠軍。
12月13日出戰全日本兩歲優駿，賽前獲得壓倒性的第一人氣。比賽開始後，其並未選擇上仗的後上戰術，而是選擇保持於第二的位置推進，於領放馬Oscar Brain失速後更主動成為帶頭的賽駒。通過最後彎道時候，其仍然於前方保持優勢並一直將跟隨其後的Aigle Noir卡於外疊。進入直路後，其繼續以凌厲的姿態於內欄位置突放加速，最終以7馬位優勢及無敗的姿態贏得首個一級賽冠軍，為馬主藤田晉帶來首次一級賽優勝之餘，亦成為父系不撓真鋼首匹一級賽子嗣。

### 3歲
2024年首戰即為遠征，目標指向沙特阿拉伯的沙特打吡。比賽開始後，其因為漏閘而需要保持於中團靠後的位置，並且一直無法貼欄推進。進入直路後，其於外檔位置開始衝刺，雖然於直路中段時候仍然距離前方領先的全部拿下大約3馬位，但其後隨即進入全速狀態不斷縮窄距離，最終於終點線前將對手超越以短馬頭位勝出，同時其1分36.17秒的完賽時間亦打破賽事記錄。
其後轉戰阿聯酋，以肯塔基打吡的積分戰阿聯酋打吡作為目標，賽前為第一人氣。比賽開始後，其於外檔位置稍微向內取位，並進佔約莫第四、五左右的先頭位置，於比賽途中全程保持於外疊推進。通過最後彎道時，其成功嚮應騎師坂井瑠星的指揮開始加速，於直路不斷衝刺下於最後200米經已透出，同時壓贏同時衝刺的高速公路下以2馬位優勢取得無敗五連勝。
贏得阿聯酋打吡後前往美國出戰主要目標肯塔基打吡，賽前為熱門之一。比賽開始後，其於所在位置逐步進佔中團靠外位置穩步推進，於準備通過最後彎道時，騎師坂井開始自指揮其變奏逐步加速爬升。進入直路後，成功於中檔展開加速迫逐步迫近前方的對手，可惜於直路中後段一直受到其外檔的寶礦獅山的壓迫未能以直線姿態衝刺，最終於照片判定中以細微優勢敗於寶礦獅山及內檔位置的領放馬Mystric Dan取得季軍，但仍然日本賽駒於肯塔基打吡中的最佳戰績。
回國後，其先出戰本年度新設的泥地三冠之尾關日本泥地經典賽，賽前取得壓倒性的第一人氣。比賽開始後，縱然其於出閘後稍為失去平衡，但隨即調整並迅速進佔內欄第二的位置，並於大部份時間均處於領放馬Kashima Espada後方。進入直路後，憑借於過彎時的動作，其順利於中檔位置望空，展開衝刺下輕鬆超越前方的對手，及後繼續保持姿態抵擋後方上前的Mikki Fight，最終以1 1/4馬位優勢取得勝利。
11月2日再度前往美國遠征，以育馬者盃經典大賽作為目標。比賽開始後，其於最內欄的1檔向前推進並進佔先頭的位置，於比賽途中一直以貼欄的姿態前進。通過最後彎道進入直路時，其開始發力並稍為移出外檔加速，雖然可以於中段超越新門區，但仍然未能超越一早透出的寶礦獅山及激烈，最終以第三的戰績完賽。
回國稍為休養後出戰東京大賞典，比賽初段順利出閘後搶前，其後稍微放慢速度，保持於領放馬冠威後方第二的位置。通過最後彎道時，其開始發力透出並成功望空準備加速。進入直路後，其隨即嚮應騎師坂井的指揮加速衝刺，最終逐步拉開後方的賽駒，以1 3/4馬位優秀戰勝盈寶威神，取得首個國際一級賽冠軍，同時為馬主藤田晉的首個國際一級賽優勝。
年末，因其在泥地的優秀表現以級在美國的戰績，其獲得JRA賞特別賞。

### 4歲
2025年繼續以遠征作為主軸，在年初時前往沙特阿拉伯挑戰沙特盃。比賽開始後，其隨即嚮應騎師坂井的指揮由起步的外檔閃入內欄取位，維持在領放馬星大道的後方逐步推進，並於第四彎道時開始發力。進入直路後，其在星大道失速後隨即透出並開始加速，直迫前方的香港馬王浪漫勇士下稍為移出中檔繼續衝刺，最終在終點線前超越對手取勝，同時亦以1分49.09秒的時間打破賽事紀錄。
其後前往阿聯酋出戰杜拜世界盃，賽前為第一人氣。比賽開始後，其選擇於前方位置展開推進，於對面直路中段稍為墮後並於外檔位置，於通過彎道時候稍為上前，但受到碰撞下未有太大效果。進入直路後，其嘗試於中檔位置展開衝刺，但再度被其他賽駒碰撞下稍為力弱，最終未能追上大熱劇目及集大成，取得第三的戰績。

### 詳細賽績
| 日期       | 舉辦國家   | 馬場     | 距離   | 級別   | 賽事名稱             | 負重 | 騎師     | 馬號 | 出馬 | 名次 | 時間    | 頭馬（二馬）    |
| ---------- | ---------- | -------- | ------ | ------ | -------------------- | ---- | -------- | ---- | ---- | ---- | ------- | --------------- |
| 14/10/2023 | 日本       | 京都     | 泥1800 |        | 2歲新馬              | 56   | 坂井瑠星 | 2    | 14   | 1    | 1:54.8  | （Shiliushi）   |
| 3/11/2023  | 日本       | 門別     | 泥1800 | JpnIII | 日本育馬場盃兩歲優駿 | 55   | 坂井瑠星 | 3    | 12   | 1    | 1:54.3  | （旭日和國）    |
| 13/12/2023 | 日本       | 川崎     | 泥1600 | JpnI   | 全日本兩歲優駿       | 56   | 坂井瑠星 | 12   | 12   | 1    | 1:43.5  | （Aigle Noir）  |
| 24/2/2024  | 沙特阿拉伯 | 安都拉茲 | 泥1600 | GIII   | 沙特打吡             | 55   | 坂井瑠星 | 6    | 12   | 1    | 1:36:17 | （全部拿下）    |
| 30/3/2024  | 阿聯酋     | 美丹     | 泥1900 | GII    | 阿聯酋打吡           | 55   | 坂井瑠星 | 5    | 13   | 1    | 1:57.89 | （高速公路）    |
| 4/5/2024   | 美國       | 邱吉爾園 | 泥2000 | GI     | 肯塔基打吡           | 57   | 坂井瑠星 | 11   | 20   | 3    | 2:03.34 | Mystric Dan     |
| 2/10/2024  | 日本       | 大井     | 泥2000 | JpnI   | 日本泥地經典賽       | 57   | 坂井瑠星 | 1    | 15   | 1    | 2:04.1  | （Mikki Fight） |
| 3/11/2024  | 美國       | 德爾馬   | 泥2000 | GI     | 育馬者盃經典大賽     | 55.5 | 坂井瑠星 | 1    | 13   | 3    | 2:00.78 | 寶礦獅山        |
| 29/12/2024 | 日本       | 大井     | 泥2000 | GI     | 東京大賞典           | 56   | 坂井瑠星 | 4    | 10   | 1    | 2:04.9  | （盈寶威神）    |
| 22/2/2025  | 沙特阿拉伯 | 安都拉茲 | 泥1800 | GI     | 沙特盃               | 57   | 坂井瑠星 | 5    | 14   | 1    | 1:49.09 | （浪漫勇士）    |
| 5/4/2025   | 阿聯酋     | 美丹     | 泥2000 | GI     | 杜拜世界盃           | 57   | 坂井瑠星 | 1    | 11   | 3    | 2:03.85 | 大熱劇目        |

## 血統簡介
父系不撓真鋼為日本賽駒，生涯戰績優秀，並活躍於一哩賽事，曾於2016年勝出杜拜草地大賽。祖父大震撼亦是日本賽駒，為日本賽馬史上第二匹無敗三冠馬，生涯出戰十四場賽事僅得兩場未能勝出，退役後配種成績亦極為優秀。
母系Forever Darling為美國賽駒，生涯戰績不俗，曾勝出二級賽聖伊內斯錦標。外祖父祝賀亦是美國賽駒，生涯戰績不俗，曾勝出二級賽聖柏斯卡爾讓賽，亦曾於一級賽聖雅尼塔讓賽及荷李活金盃分別跑獲亞軍及季軍。

### 血統表
| 父線：週日寧靜系（Halo系）                               |                                   |                 |                  |
| 種馬 不撓真鋼 2012年（棗色）                             | 大震撼 2002年（棗色）             | 週日寧靜        | Halo             |
| 種馬 不撓真鋼 2012年（棗色）                             | 大震撼 2002年（棗色）             | 週日寧靜        | Wishing Well     |
| 種馬 不撓真鋼 2012年（棗色）                             | 大震撼 2002年（棗色）             | 風中秀髮        | Alzao            |
| 種馬 不撓真鋼 2012年（棗色）                             | 大震撼 2002年（棗色）             | 風中秀髮        | Burghclere       |
| 種馬 不撓真鋼 2012年（棗色）                             | Loves Only Me 2006年（棗色）      | 風暴貓          | 雷鳥             |
| 種馬 不撓真鋼 2012年（棗色）                             | Loves Only Me 2006年（棗色）      | 風暴貓          | Terlingua        |
| 種馬 不撓真鋼 2012年（棗色）                             | Loves Only Me 2006年（棗色）      | Monevassia      | 淘金者           |
| 種馬 不撓真鋼 2012年（棗色）                             | Loves Only Me 2006年（棗色）      | Monevassia      | Miesque          |
| 繁殖雌馬 Forever Darling 2013年（深栗色）                | 祝賀 2000年（棗色）               | A.P. Indy       | 西雅圖迴旋       |
| 繁殖雌馬 Forever Darling 2013年（深栗色）                | 祝賀 2000年（棗色）               | A.P. Indy       | Weekend Surprise |
| 繁殖雌馬 Forever Darling 2013年（深栗色）                | 祝賀 2000年（棗色）               | Prasie          | 淘金者           |
| 繁殖雌馬 Forever Darling 2013年（深栗色）                | 祝賀 2000年（棗色）               | Prasie          | Wild Applause    |
| 繁殖雌馬 Forever Darling 2013年（深栗色）                | Darling My Darling 1997年（棗色） | Deputy Minister | Vice Regent      |
| 繁殖雌馬 Forever Darling 2013年（深栗色）                | Darling My Darling 1997年（棗色） | Deputy Minister | Mint Copy        |
| 繁殖雌馬 Forever Darling 2013年（深栗色）                | Darling My Darling 1997年（棗色） | Roamin Rachel   | Minning          |
| 繁殖雌馬 Forever Darling 2013年（深栗色）                | Darling My Darling 1997年（棗色） | Roamin Rachel   | One Smart Lady   |
| 雌系：號族：2-b                                          |                                   |                 |                  |
| 五代內近親交配：淘金者 4×4×5、北地舞人 5×5×5、秘書處 5×5 |                                   |                 |                  |

## 命名由來
名字Forever Young（フォーエバーヤング）出自日本Hip hop MC AK-69的同名歌曲，亦有繼承母系Forever Darling名字之意，香港則取意譯，翻譯為「青春永駐」。

## 外部連結
- 青春永駐 netkeiba.com （页面存档备份，存于）
- 血統表 （页面存档备份，存于）